# 541741 Fado
541741 Fado este o planetă minoră (asteroid) din centura de asteroizi. A fost descoperită pe 8 noiembrie 2011 la Haleakalā Observatory⁠(d) de . 
Obiectul prezintă o orbită caracterizată de o semiaxă mare de 2,5769947282158 UAi, o excentricitate de 0,19529677466143, o înclinație de 13,17967458243 ° în raport cu ecliptica.